# لائودیسه سوم
لائودیسه سوم (انگلیسی: Laodice III; ۱ ژانویهٔ ۰۳۰۰) که با نام لائودیکا نیز شناخته می‌شود، شاهزاده‌ای از پنتوس و ملکه‌ای از دودمان سلوکی بود. او در خلال لشکرکشی آناپازیس همسرش، آنتیوخوس سوم، در سال‌های ۲۱۲ تا ۲۰۶ پیش از میلاد، به عنوان نایب‌السلطنه برای پسر ارشدش، آنتیوخوس (پسر آنتیوخوس سوم بزرگ), خدمت کرد. آنتیوخوس سوم در سال ۱۹۳ پیش از میلاد یک آیین سلطنتی به افتخار او تأسیس کرد. اما در ۱۹۲ پیش از میلاد، با ازدواج مجدد همسرش، از صحنه سیاسی کنار گذاشته شد. آخرین فعالیت‌های ثبت‌شده او به سال‌های ۱۷۷–۱۷۶ پیش از میلاد بازمی‌گردد و مربوط به دربار پسرش، سلوکوس چهارم، است.

## زندگی‌نامه
او دختر شاه مهرداد دوم، پادشاه پنتوس و همسرش لائودیسه بود. خواهر او لائودیسه پنتوس و برادرش مهرداد سوم، پادشاه پنتوس بود.
لائودیسه حدود سال ۲۲۱ پیش از میلاد با آنتیوخوس سوم ازدواج کرد و در انطاکیه (شهر باستانی) به مقام ملکه رسید. پولیبیوس می‌نویسد که او به عنوان «دوشیزه‌ای که قبلاً به همسری شاه درآمده بود» به آنتیوخوس سوم وعده داده شده بود. نامگذاری او به سبک نام‌های سلطنتی زنان سلوکی نشان می‌دهد که والدینش از همان ابتدا این ازدواج را در نظر داشتند. ازدواج او بخشی از یک استراتژی دیپلماتیک برای تقویت روابط بین سلوکیان و پنتوس بود.
لائودیسه نخستین فرزند خود، آنتیوخوس (پسر آنتیوخوس سوم بزرگ), را هنگامی به دنیا آورد که همسرش آنتیوخوس سوم در حال لشکرکشی علیه مولون بود. گفته می‌شود که او و فرزندانش گاهی آنتیوخوس را در سفرهای نظامی همراهی می‌کردند.
لائودیسه سوم و آنتیوخوس سوم هشت فرزند داشتند: آنتیوخوس (پسر آنتیوخوس سوم بزرگ), سلوکوس چهارم،  Ardys, یک دختر ناشناس که با دمتریوس اول باکتریا نامزد شد، لائودیسه چهارم، کلوپاترا یکم،  آنتیوخیس و آنتیوخوس چهارم (نام اصلی میتراداتس).
بسیاری از کتیبه‌ها از لائودیسه با عنوان «خواهر» یا «ملکه-خواهر» آنتیوخوس سوم یاد کرده‌اند و او نیز آنتیوخوس را «برادر» خطاب می‌کرد، هرچند که این دو تنها از طریق مادری پسرعمو و دخترعمو بودند. این عنوان به‌طور رسمی به او داده نشده بود، اما به دلایل مختلفی مورد استفاده قرار می‌گرفت، از جمله تأکید بر وفاداری و همفکری آن‌ها و همچنین تثبیت جایگاه لائودیسه در دودمان سلطنتی. همچنین، این عنوان در راستای سنت‌های دودمان هکاتومنیدها در کاریا بود که در سده چهارم پیش از میلاد بر آن منطقه حکومت می‌کردند. این رسم در دودمان بطلمیوسیان نیز رواج داشت، جایی که بطلمیوس دوم با خواهرش ازدواج کرد و این پیوند با ازدواج خدایان زئوس و هرا مقایسه شد.
لائودیسه و آنتیوخوس سوم این سنت را با ترتیب دادن ازدواج دو تن از فرزندانشان، آنتیوخوس و لائودیسه، در سال ۱۹۵ پیش از میلاد ادامه دادند.
در سال ۱۹۲ پیش از میلاد، آنتیوخوس با ائوبوئیا از خالکیس ازدواج کرد که موجب شد لائودیسه از صحنه سیاسی کنار گذاشته شود. برخی معتقدند که او به نفع همسر جدیدش طرد شد، اما هیچ مدرکی برای این ادعا وجود ندارد. با اینکه همسر دوم آنتیوخوس نفوذ سیاسی لائودیسه را نداشت، نام او تا پس از مرگ آنتیوخوس از اسناد عمومی ناپدید شد.

## قدرت سیاسی

### نیابت سلطنت
در سال ۲۱۰ پیش از میلاد، آنتیوخوس، پسر ارشد شاه، در سن ۱۰ یا ۱۱ سالگی به عنوان نایب‌السلطنه منصوب شد تا در غیاب پدرش که در شرق لشکرکشی می‌کرد، تاج‌وتخت را حفظ کند. در این مدت، لائودیسه احتمالاً به عنوان نایب‌السلطنه حکومت می‌کرد. اثری از یک مُهر گِلی نشان می‌دهد که آنتیوخوس پسر در پیش‌زمینه و لائودیسه در پس‌زمینه قرار دارد، که شاید بیانگر نمایش آشکار قدرت او به عنوان نایب‌السلطنه باشد.
آیین سلطنتی که آنتیوخوس سوم در سال ۱۹۵ پیش از میلاد به افتخار لائودیسه بنا نهاد، احتمالاً برای قدردانی از مدیریت او در دوران غیبتش بود.